# أوي بارث
أوي بارث (بالألمانية: Uwe Barth) هو سياسي ألماني، ولد في 23 يوليو 1964 في ألمانيا. حزبياً، نشط في الحزب الديمقراطي الحر والحزب الديمقراطي الليبرالي الألماني. انتخب عضو مجلس الشورى الموحد تورنغن خلال فترته النيابية ‏ وانتخب عضو في البوندستاغ الألماني خلال فترته النيابية ‏ (18 أكتوبر 2005 – 28 سبتمبر 2009).